# Amomum tephrodelphys
Amomum tephrodelphys là một loài thực vật có hoa trong họ Gừng. Loài này được Karl Moritz Schumann mô tả khoa học đầu tiên năm 1904.

## Phân bố
Loài này có thể được tìm thấy ở miền bắc đảo Sumatra, Indonesia.